# Batman: Il Gargoyle di Gotham
Batman: Il Gargoyle di Gotham (Batman: The Gargoyle of Gotham) è una miniserie a fumetti su Batman, pubblicata da DC Comics scritta e disegnata da Rafael Grampá e colorata da Mat Lopes. L'opera in quattro volumi, segna il ritorno di Grampá sul personaggio di Batman dopo Il ritorno del Cavaliere Oscuro - Il bambino d'oro (2019).

## Volumi
| # | Titolo originale | Titolo italiano | Pubblicazione USA | Pubblicazione Italia | Fonte       |
| - | ---------------- | --------------- | ----------------- | -------------------- | ----------- |
| 1 | Book One         | Libro uno       | 12 settembre 2023 | 12 settembre 2023    | [ 2 ] [ 3 ] |
| 2 | Book Two         | Libro due       | 12 dicembre 2023  | 8 febbraio 2024      | [ 4 ] [ 5 ] |
| 3 | Book Three       | Libro tre       | Febbraio 2025     | 20 marzo 2025        | [ 6 ]       |

## Edizione italiana
In Italia il fumetto è distribuito da Panini Comics a partire dal 12 settembre 2023 in contemporanea con gli Stati Uniti.